# 国鉄モハ12形電車

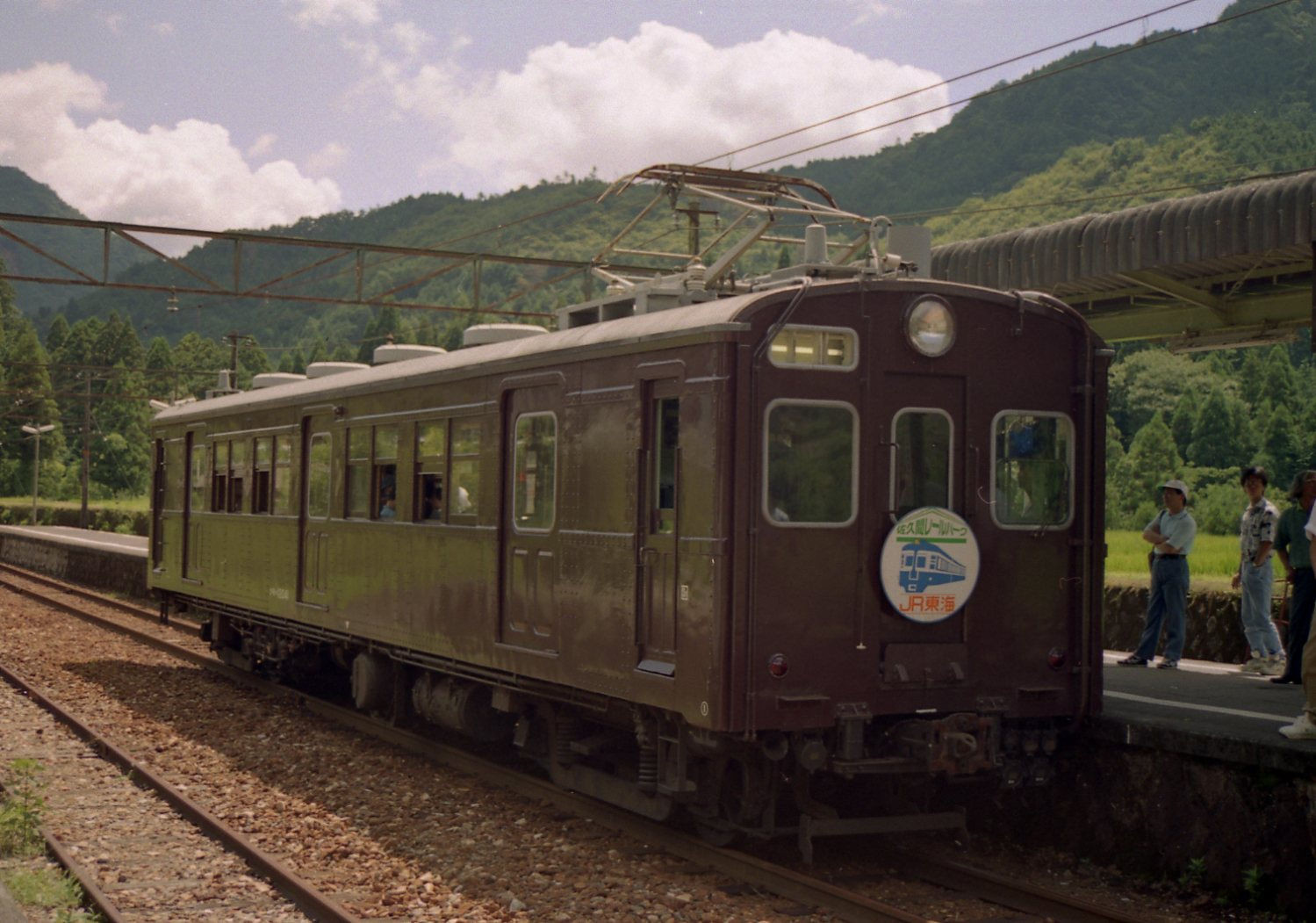
クモハ12041

モハ12形は、かつて日本国有鉄道（国鉄）に在籍した旧形電車である。1953年（昭和28年）6月1日に実施された車両形式称号規程改正（改番）により両運転台式3扉ロングシートの車体長17m級制御電動車に与えられた形式である。この時点で旧モハ34形14両が本形式となったが、その後の追加改造により計20両が登場し通算34両となった。その出自は多岐に渡っており、内訳は次のとおりである。
1. 12000 - 12004 - 1933年（昭和8年）製のオリジナルモハ34形。詳細は国鉄33系電車#モハ12形を参照。
2. 12010 - 12018 - 1950年（昭和25年）にモハ31形の改造により製作されたモハ34形。詳細は国鉄31系電車#モハ31形を両運転台に改造を参照。
3. 12019 - 12027 - 1958年（昭和33年）に旧モハ31形のモハ11形（200番台）の改造により製作されたもの。詳細は国鉄31系電車#モハ12形の追加改造を参照。
4. 12030 - 12032 - 1958年に、旧モハ50形のモハ11形（400番台）の改造により製作されたもの。詳細は国鉄50系電車#モハ12形への改造を参照。
5. 12040 - 1960年（昭和35年）に旧モハ30形のクモハ11形（100番台）の改造により製作されたもの。詳細は国鉄30系電車#クモハ11形を両運転台に改造を参照。
6. 12041 - 1987年（昭和62年）に牽引車であったクモヤ22形（旧モハ10形）を旅客用に整備したもの。詳細は国鉄30系電車#クモヤ22形をイベント用に改造を参照。
7. 12050 - 12055 - 旧モハ31形のクモハ11形（200番台）を改造したもの。詳細は国鉄31系電車#モハ12形の追加改造を参照。

これらは、1959年（昭和34年）6月の車両形式称号規程改正により、制御電動車に記号「クモ」が制定されたため、モハ12形はクモハ12形に改称された。